# Harpactea aeruginosa
Harpactea aeruginosa là một loài nhện trong họ Dysderidae.
Loài này thuộc chi Harpactea. Harpactea aeruginosa được miêu tả năm 1994 bởi José A. Barrientos, Espuny & Ascaso.